# Pristimantis jabonensis
Espèce
Synonymes
- Mucubatrachus jabonensis La Marca, 2007

Statut de conservation UICN

 DD  : Données insuffisantes
Pristimantis jabonensis est une espèce d'amphibiens de la famille des Craugastoridae.

## Répartition
Cette espèce est endémique de l'État de Trujillo au Venezuela. Elle se rencontre à Carache entre 3 100 et 3 200 m d'altitude sur le páramo El Jabón dans la cordillère de Mérida.

## Étymologie
Son nom d'espèce, composé de jabon et du suffixe latin -ensis, « qui vit dans, qui habite », lui a été donné en référence au lieu de sa découverte.

## Publication originale
- La Marca, 2007 "2006" : Sinopsis taxonomica de dos generos nuevos de anfibios (Anura: Leptodactylidae) de los Andes de Venezuela. Herpetotropicos, vol. 3, no 2, p. 67-87.